# Harald Schmid
Harald Schmid (ur. 29 września 1957 w Hanau) – niemiecki płotkarz, jeden z najwybitniejszych biegaczy na dystansie 400 metrów przez płotki. Pierwszy zawodnik z Europy, który pokonał ten dystans w czasie poniżej 48 sekund (w 1979 podczas zawodów Pucharu Europy w Turynie – 47,84 sek.). Rekordzista Europy w latach 1979–1995. Wielokrotny mistrz kontynentu. Medalista mistrzostw świata i igrzysk olimpijskich. Zakończył karierę w 1989.
Mąż Elżbiety Rabsztyn.

## Rekordy życiowe
- 400 m ppł – 47,48 s (1982, 1987), były rekord Europy, rekord Niemiec, najlepszy wynik na świecie w sezonie 1982

## Odznaczenia
- 1989  Krzyż Zasługi na Wstędze Orderu Zasługi Republiki Federalnej Niemiec